# Харьковский (Кочубеевский район)
Ха́рьковский — хутор в Кочубеевском районе (муниципальном округе) Ставропольского края России.

## География
Расположен в 58 км от краевого центра и в 19 км от районного центра.

## История
Хутор возник в 1907 году в результате разделения хуторов Литвиновка и Ремпеля на три обособленных десятидворки — Дегтяревской, Маковской и Соломенной. В 1917 году хутор Соломенный переименован в Харьковский. По другим данным хутор Харьковский Баталпашинского отдела Кубанской области основан в 1896 году.
До 16 марта 2020 года хутор входил в упразднённый Новодеревенский сельсовет".

## Население
| 1989 | 2002 | 2010 | 2012 | 2014 |
| ---- | ---- | ---- | ---- | ---- |
| 321  | ↗420 | ↗428 | ↗436 | ↗500 |

По данным переписи 2002 года в национальной структуре населения преобладают русские (90 %).

## Инфраструктура
Медицинскую помощь оказывает фельдшерско-акушерский пункт.
По данным «Классификатора адресов Российской Федерации» в Харьковском насчитывается 5 улиц и 3 переулка.
Входит в перечень поселений (населённых пунктов) Ставропольского края с численностью населения менее трёх тысяч человек, в которых отсутствует точка доступа к информационно-телекоммуникационной сети «Интернет».

## Кладбища
На северной окраине хутора расположено общественное открытое кладбище площадью 5 тыс. м².

## Объекты археологического наследия
В 0,9 км к юго-западу и в 0,5 км к северо-западу от хутора расположены курганные могильники «Харьковский-3» и «Харьковский-4»; в 0,55 км к востоку — курганный могильник «Новородниковский-4». Все три объекта относятся к эпохе раннего железа (средневековье). Последний из перечисленных объектов находится в неудовлетворительном состоянии из-за интенсивной распашки, приведшей к разрушению подкурганных каменных конструкций и ритуальных комплексов. Могильники представляют научную, историческую и культурную ценность, являются объектами археологического наследия.